# On Broadway
Pour les articles homonymes, voir Broadway (homonymie).
Singles de The Drifters
Up on the Roof
(1962) Rat Race
(1963)
On Broadway est une chanson de soul écrite et composée par Barry Mann et Cynthia Weil en collaboration avec Jerry Leiber et Mike Stoller.
Enregistrée par plusieurs artistes, les versions les plus connues sont celles interprétées par le groupe The Drifters en 1963 et par George Benson en 1978, sur son album Weekend in L.A.

## Histoire de la chanson
En 1962, Barry Mann et Cynthia Weil composent une première version de On Broadway destinée au groupe vocal féminin The Crystals. C'est cependant un autre groupe féminin, The Cookies, qui enregistre la chanson pour la première fois en 1962. Jugée insatisfaisante, cette version, produite par Gerry Goffin et arrangée par Carole King, ne sera publiée sur disque que l'année suivante. The Crystals l'enregistrent à leur tour, le résultat est publié sur l'album Twist Uptown (en) qui sort en août 1962. C'est la première version commercialisée de la chanson.
En janvier 1963, Jerry Leiber et Mike Stoller désirent produire On Broadway pour le groupe vocal masculin The Drifters. Avec Mann et Weil, ils réécrivent et arrangent la chanson afin de l'adapter à un point de vue masculin.
La nouvelle mouture du morceau par The Drifters (où Phil Spector joue les solos de guitare,) sort en single en mars 1963 et devient un succès, se classant 9e dans le Billboard Hot 100. Elle est incluse dans l'album Our Biggest Hits (retitré par la suite Under the Boardwalk) qui sort en 1964.

## Distinctions
On Broadway par The Drifters a reçu un Grammy Hall of Fame Award en 2013. Cette version est également incluse dans la sélection des 660 « chansons qui ont façonné le rock 'n' roll » du Rock and Roll Hall of Fame.

## Classements
| Classement (1963)              | Meilleure place |
| ------------------------------ | --------------- |
| Australie (Kent Music Report)  | 21              |
| États-Unis (Billboard Hot 100) | 9               |
| États-Unis (Hot R&B Sides)     | 7               |

## Version de George Benson
Singles de George Benson
The Greatest Love of All
(1977) Lady Blue
(1978)
Le chanteur et guitariste américain George Benson enregistre une version smooth jazz de On Broadway en 1977. Incluse sur son album live Weekend in L.A. de 1978, cette version sort en single la même année et rencontre le succès, atteignant la 7e place dans le Billboard Hot 100 et la 2e place du classement Hot Soul Singles. Elle figure sur la bande originale du film de Bob Fosse Que le spectacle commence (All That Jazz) de 1979.
George Benson remporte le Grammy Award de la meilleure prestation vocale R&B masculine en 1979 grâce à son interprétation.

### Liste des titres
| A. | On Broadway | 5:14 |
| B. | We As Love  | 6:43 |

### Crédits
- George Benson – guitare, voix
- Phil Upchurch – guitare rythmique
- Jorge Dalto (en) – piano acoustique, claviers
- Ronnie Foster (en) – synthétiseurs
- Stanley Banks – basse
- Harvey Mason – batterie
- Ralph MacDonald – percussion
- Nick DeCaro – arrangements

Crédits adaptés du livret de Weekend in L.A..

### Classements
| Classement (1978–82)               | Meilleure place |
| ---------------------------------- | --------------- |
| Australie (Kent Music Report)      | 23              |
| Autriche (Ö3 Austria Top 40)       | 22              |
| Canada (Top Singles)               | 13              |
| Canada (Adult Contemporary Tracks) | 9               |
| États-Unis (Hot 100)               | 7               |
| États-Unis (Hot Soul Singles)      | 2               |
| États-Unis (Easy Listening)        | 25              |
| Pays-Bas (Nederlandse Top 40)      | 18              |
| Pays-Bas (Nationale Hitparade)     | 34              |

| Classement (1978)             | Position |
| ----------------------------- | -------- |
| Canada (Top Singles)          | 105      |
| États-Unis (Hot 100)          | 55       |
| États-Unis (Hot Soul Singles) | 34       |

## Autres reprises
On Broadway a été reprise de nombreuses fois (Bobby Darin, Nancy Sinatra, Johnny Mathis, The Coasters, Gary Numan, Neil Young...) et chantée en français par Frank Alamo sur une adaptation de Georges Aber intitulée À Broadway en 1963,  puis par le groupe Les Mersey's  sous le titre C'est jeune en 1966.